# 塔察篇古
塔察篇古（?—?），明朝后期辽东女真族觉昌安的第五子，塔克世的弟弟，努尔哈赤的五叔。
觉昌安共有五子，塔克世为第四，塔察篇古为第五。努尔哈赤的三个伯父全都封王，配享太庙，而塔察篇古只在顺治十年（1653年）六月，追封谥为恪恭贝勒。他一共有四个儿子：长子祜尔哈齐、次子达尔祜齐巴克式、三子卢库巴严、四子哈费扬武。塔察篇古葬在清永陵。

## 延伸阅读
[在维基数据编辑]
 《清史稿/卷215》，出自趙爾巽《清史稿》